# Góry Penżyńskie
Góry Penżyńskie (ros. Пенжинский хребет) – pasmo górskie w azjatyckiej części Rosji, w  Kraju Kamczackim.
Stanowią część Gór Koriackich; ciągną się na długości ponad 400 km od Zatoki Penżyńskiej w kierunku północno-wschodnim wzdłuż lewego brzegu Penżyny oddzielając Nizinę Penżyńską od Parapolskiego Dołu; wysokość do 1045 m n.p.m. Powstały podczas orogenezy alpejskiej; zbudowane ze skał wylewnych, piaskowców i łupków; nadal trwają ruchy tektoniczne; w niższych partiach zarośla kosej limby, w wyższych tundra górska.
Przez Góry Penżyńskie przełamują się rzeki Tałowka i Bieła (lewy dopływ Penżyny).